# Латипов, Рахматжон Мамадалиевич
Рахматжон Мамадалиевич Латипов (1 мая 1941, Самарканд) — советский и узбекский оперный певец (тенор), народный артист Узбекистана (1999).

## Биография
Учился в техникуме механизации сельского хозяйства, а затем — Ташкентской государственной консерватории по классу вокала у Надежды Александровны Войтовой-Швамберг (1896—1982). Окончил консерваторию в 1970 году.
В 1970—1992 годах был солистом Самаркандского театра оперы и балета, после чего перешёл в ГАБТ им. Навои (Ташкент). Кроме того, работает педагогом-консультантом в Ташкентском театре оперетты.
Музыковед И. Гульзарова неоднократно высоко оценивала исполнение артистом различных партий на сцене ГАБТа. О партии Эдгара в «Лючии де Ламмермур», исполненной в 1995 году, она высказалась так: «Р. Латипов воплотил образ темпераментно, ярко, правдиво, передав различные эмоциональные состояния своего героя», выделив сцену прощания с Лючией в I акте и сложную арию Tu che a Dio spiegasti l’ali в III акте. Исполнении партии Германа в «Пиковой даме» в 1999 году музыковед посчитала главной удачей спектакля. «Он прекрасно передаёт трагическую глубину этого образа, подчёркивает человечность своего героя, отвергает „демоническое“ и „роковое“ прочтение этой роли.
Его Герман — не холодный и расчётливый игрок, а искренне и страстно любящий человек».

## Партии
- Мони (М. Ашрафи, «Дилором»)
- Пастух (С. Юдаков, «Проделки Майсары»)
- Граф Альмавива («Севильский цирюльник» Дж. Россини)
- Водемон («Иоланта» П. И. Чайковского)
- Герман («Пиковая дама» П. И. Чайковского)
- Ленский («Евгений Онегин» П. И. Чайковского)
- Пинкертон («Мадам Баттерфляй» Дж. Пуччини)
- Самсон («Самсон и Далила» К. Сен-Санса)
- Альфред («Травиата» Дж. Верди)
- Герцог («Риголетто» Дж. Верди)
- Манрико («Трубадур» Дж. Верди)
- Отелло («Отелло» Дж. Верди)
- Ибн Салом («Лейли и Меджнун» Р. Глиэра, Т. Садыкова)
- Данило (Ф. Легар, «Весёлая вдова»)
- Генрих фон Айзенштайн (И. Штраус, «Летучая мышь»).

Кроме того, в репертуар артиста входят романсы и эстрадные песни узбекских (И. Акбарова, С. Юдакова и др.) и русских композиторов, неаполитанские песни.